# Ham Lin̄i
Ham Lin̄i Vanuaroroa (8 de dezembro de 1951) é um político de Vanuatu. Ele é deputado da ilha de Pentecostes na província de Penama. Foi Primeiro-ministro de Vanuatu de 11 de dezembro de 2004 a 22 de setembro de 2008 e foi Vice-Primeiro Ministro de Joe Natuman. Lin̄i é o irmão de Walter Lini, um dos fundadores da moderna República de Vanuatu. Ham Lin̄i é o atual líder do Partido Nacional Unido (VNUP).

## Primeiro Ministro de Vanuatu
O VNUP se tornou o maior partido do parlamento nas eleições parlamentares de julho de 2004, com 10 dos 52 assentos. Ham Lin̄i tornou-se candidato a Primeiro Ministro, mas foi derrotado por Serge Vohor, embora Lin̄i também tivesse o apoio da maior facção da Vanua'aku Pati, liderada pelo primeiro ministro Edward Natapei. Ele continuou a contestar os resultados e liderou a oposição ao governo de Vohor até 20 de agosto de 2004, quando Vohor e Lin̄i formaram um Governo de Unidade Nacional, no qual Vohor permaneceu Primeiro Ministro e Lin̄i se tornou Vice Primeiro Ministro e Ministro de Assuntos Internos.
Em dezembro de 2004, Vohor foi destituído após apenas alguns meses no cargo, em um voto de confiança, por estabelecer unilateralmente relações com Taiwan (República da China), e Lin̄i foi eleito primeiro-ministro pelo Parlamento. Uma das primeiras ações de Lin̄i após a posse foi o restabelecimento de relações diplomáticas completas com a República Popular da China.
Em 21 de março de 2006, Lin̄i sobreviveu a um voto de confiança no Parlamento por 30 a 20. A oposição, liderada pelo ex-primeiro-ministro Serge Vohor, acusou o governo de Lin̄i de fraquezas devido a uma proposta controversa de monopolizar as exportações de kava . A Oposição acreditava que alguns membros do parlamento que haviam apoiado o governo desertariam, mas poucos o fizeram.
O conselho de ministros de Lin̄i e Vanuatu declarou estado de emergência para a capital de Port Vila em março de 2007, após confrontos tribais entre pessoas das ilhas de Tanna e Ambrym. Os confrontos, realizados na área de posseiros de Blacksands, nos arredores de Port Vila, mataram duas pessoas. Os combates começaram quando pessoas de Tanna alegaram que um homem de Ambrym usava magia negra para prejudicar uma pessoa tannesa.

## Carreira política subsequente
Lin̄i falhou em obter um segundo mandato como Primeiro Ministro depois que seu Partido Nacional Unido sofreu perdas no Parlamento durante as eleições gerais realizadas em 2 de setembro de 2008, embora ele tenha sido reeleito para seu próprio assento no parlamento. Edward Natapei, do Vanuaku Pati, derrotou por pouco tempo seu oponente mais próximo, Maxime Carlot Korman, líder do Partido Republicano de Vanuatu, com 27 a 25 votos no Parlamento em uma votação três semanas depois, em 22 de setembro, sucedendo Lin̄i como primeiro-ministro.
Natapei prometeu continuar muitas das políticas de Lin̄i e incorporá-las em seu novo governo. Estes incluíram anti-corrupção medidas, a transparência , a estabilidade política e boa governação. Natapei nomeou Lin̄i para seu gabinete como Ministro de Infraestrutura e Serviços Públicos em 22 de setembro de 2008.
Na primeira remodelação de Natapei, Lin̄i recebeu o cargo de Ministro da Justiça e Bem-Estar Social, permanecendo como Vice-Primeiro Ministro . No entanto, na segunda grande remodelação do gabinete de Natapei, realizada em novembro de 2009, Lin̄i foi removida como vice-primeiro-ministro e substituída por Sato Kilman. Natapei soube que o Partido Unido Nacional de Vanuatu de Lin̄i e o Partido Republicano de Vanuatu estavam planejando um voto de nenhuma medida de confiança contra ele. Em resposta ao plano de falta de confiança, Natapei demitiu metade de seus membros do gabinete, incluindo Lin̄i, e removeu o Partido Unido Nacional de Vanuatu e o Partido Republicano de Vanuatu de seu gabinete, substituindo-os por dezesseis membros da oposição.
Ham Lin̄i retornou ao governo quando Sato Kilman se tornou primeiro-ministro em 2 de dezembro de 2010, depois de derrubar Natapei em um voto parlamentar de desconfiança. Kilman nomeou Vice-Primeiro Ministro de Lin̄i, bem como Ministro do Comércio, Comércio, Indústrias e Turismo. Lin̄i ocupou o cargo até 24 de abril de 2011, quando Kilman, por sua vez, foi deposto por um voto de confiança, e substituído por Serge Vohor . Vohor não nomeou Lin̄i para seu gabinete.
Três semanas depois, no entanto, em 13 de maio, a eleição e a liderança de Vohor foram anuladas pelo Tribunal de Recurso, e o governo Kilman foi restaurado, com Ham Lin̄i como vice-primeiro-ministro. Isso durou apenas um mês; em 16 de junho, a presidência de Kilman foi anulada por motivos constitucionais pelo juiz da Suprema Corte Vincent Lunabek, e Lin̄i perdeu o cargo mais uma vez. Ele o recuperou em 26 de junho, quando Kilman foi restaurado como primeiro-ministro pelo Parlamento e restabeleceu seu gabinete. O governo de Kilman caiu em 21 de março de 2013 quando perdeu a confiança do Parlamento, e Lin̄i se viu em oposição ao novo governo do primeiro-ministro Moana Carcasses Kalosil.
Em 15 de maio de 2014, a Carcasses foi demitida em uma moção de desconfiança . O novo primeiro-ministro Joe Natuman nomeou Lin̄i seu vice-primeiro-ministro e ministro do Comércio e Comércio. Lin̄i perdeu o cargo em 11 de junho de 2015, quando o governo de Natuman foi deposto em uma moção de desconfiança.